# Eclipsa de Lună din 11 februarie 2017

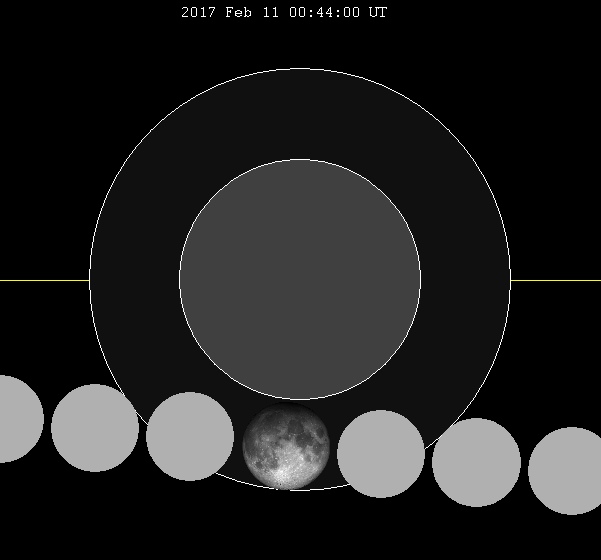
Schema trecerii Lunii prin penumbra Pământului în această eclipsă

O eclipsă de Lună prin penumbră a avut loc la 11 februarie 2017. A fost prima eclipsă de Lună prin penumbră din anul 2017. 
De la eclipsă au trecut 8 ani, 42 zile.

## Vizibilitate
În situația în care cerul a fost senin, eclipsa a putut fi observată din cele două Americi, din Europa, din Africa și din cea mai mare parte a Asiei. Este eclipsa cu numărul 59 din seria Saros 114, având magnitudinea penumbrală de 0,9884.
| Vederea Pământului de pe Lună, în timpul fazei maxime a acestei eclipse |
| Harta vizibilității eclipsei                                            |

Dacă au fost condiții atmosferice favorabile, eclipsa a putut fi observată  și în România. A debutat la ora 0:34 (Timpul Legal Român), faza maximă a fost la 0:44 (Timpul Univeral Coordonat), adică la ora 2:44 TLR și s-a încheiat la ora 4:53 (TLR).  